# Alexandre Oliva (informaticien)
Pour les articles homonymes, voir Alexandre Oliva et Oliva.
Alexandre Oliva est un informaticien brésilien, militant du logiciel libre.
Il est fondateur de la Free Software Foundation Latin America et mainteneur de Linux-libre. Il a été vice président de la Free Software Foundation.

## Rôles
- Vice président de la Free Software Foundation du 28 août 2019[1] au 10 janvier 2021[2].
- Fondateur de la Free Software Foundation Latin America[3]
- Mainteneur de Linux-libre[4]

## Récompenses
- Prix du logiciel libre en 2016[5].